# For the Good Times (album Deana Martina)
For the Good Times – dwudziesty ósmy studyjny album muzyczny piosenkarza i aktora Deana Martina wydany w 1971 roku przez Reprise Records, zaaranżowany przez Erniego Freemana i wyprodukowany przez Jimmy’ego Bowena.
Album ten został ponownie wydany na płytę CD przez Capitol Records w 2006 i Hip-O Records w 2009 roku.

## Utwory
| A1 | For the Good Times                | 3:50 |
| A2 | Marry Me                          | 2:34 |
| A3 | Georgia Sunshine                  | 2:58 |
| A4 | Invisible Tears                   | 2:10 |
| A5 | Raindrops Keep Fallin' On My Head | 2:43 |
| B1 | A Perfect Mountain                | 2:46 |
| B2 | Raining In My Heart               | 2:37 |
| B3 | She’s A Little Bit Country        | 2:34 |
| B4 | For Once In My Life               | 2:19 |
| B5 | Sweetheart                        | 2:40 |